# (4667) Robbiesh
(4667) Robbiesh – planetoida z pasa głównego asteroid okrążająca Słońce w ciągu 4,36 lat w średniej odległości 2,67 j.a. Odkrył ją Robert McNaught 4 listopada 1986 roku w Obserwatorium Siding Spring. Odkrywca nazwał ją na cześć swojego pasierba o imieniu Robert („Robbie”), który urodził się trzy tygodnie przed odkryciem planetoidy.